# Crespo (Phantominsel)
Die Insel Crespo wurde am 15. Oktober 1801 von Francisco Sanchez Crespo, erster Steuermann der Manila-Galeone El Rey Cárlos, auf der Überfahrt von den Philippinen nach Acapulco auf 32° 46’ nördlicher Breite und 45° 55’ östlicher Länge abhängig vom Embocadero de San Bernardino beziehungsweise 176° 27’ östliche Länge von Cádiz gesichtet. Crespo vermutete, dass es sich um die auf den Karten der Galeonenroute einen halben Grad nördlicher und 6 Grad westlicher verzeichnete Insel Rica de Plata handelte. Diese ebenfalls nicht existierende Insel wurde erst 1875 von der Pazifikkarte der Britischen Admiralität getilgt.
Die Längenbestimmung zu dieser Zeit war auf 2–3° genau. Da die Sichtung der vermeintlichen Insel nach dem Untergang der Sonne sowie aus einer Entfernung von 8 bis 10 Leguas, also 44,5 bis knapp 56 km, erfolgte, wird angenommen, dass dieser Anblick nicht real war, sondern höchstwahrscheinlich durch Wolkenbildungen vorgetäuscht wurde. Die in neuerer Literatur auftauchende Bezeichnung als „hohe“ Insel ist in älteren Berichten wie Espinosas allerdings nicht nachgewiesen.
Crespo wird in dem Roman 20.000 Meilen unter dem Meer durch Jules Verne aufgegriffen, indem der Autor seinen Kapitän Nemo von der Nautilus in ihren unterseeischen „Wäldern“ auf die Jagd gehen lässt.